# Поґожель (Соколовський повіт)
Поґожель (пол. Pogorzel) — село в Польщі, у гміні Соколів-Підляський Соколовського повіту Мазовецького воєводства.
Населення — 147 осіб (2011).
У 1975-1998 роках село належало до Седлецького воєводства.

## Демографія
Демографічна структура станом на 31 березня 2011 року:
|          | Загалом | Допрацездатний вік | Працездатний вік | Постпрацездатний вік |
| -------- | ------- | ------------------ | ---------------- | -------------------- |
| Чоловіки | 83      | 16                 | 50               | 17                   |
| Жінки    | 64      | 11                 | 32               | 21                   |
| Разом    | 147     | 27                 | 82               | 38                   |